# Rüdiger von Tresckow
 Rüdiger Hermann Erich Henning von Tresckow (* 17. Juni 1928 in Potsdam; † 2. Oktober 2012 in Kronberg im Taunus) war ein deutscher Bankmanager. Er war langjährig Geschäftsinhaber der Privatbank BHF-Bank.

## Leben

### Herkunft
Von Tresckow wurde 1928 als Sohn des Offiziers und nachmaligen Widerstandskämpfers Henning von Tresckow (1901–1944) und dessen Frau Erika (1904–1974), geb. von Falkenhayn, in Potsdam geboren. Sein Großvater mütterlicherseits war der preußische General der Infanterie, preußische Kriegsminister und Chef des Großen Generalstabs Erich von Falkenhayn.

### Studium und Beruf
Er studierte an der Hochschule für Arbeit, Politik und Wirtschaft in Wilhelmshaven. Während seiner Studienzeit war er AStA-Vorsitzender.

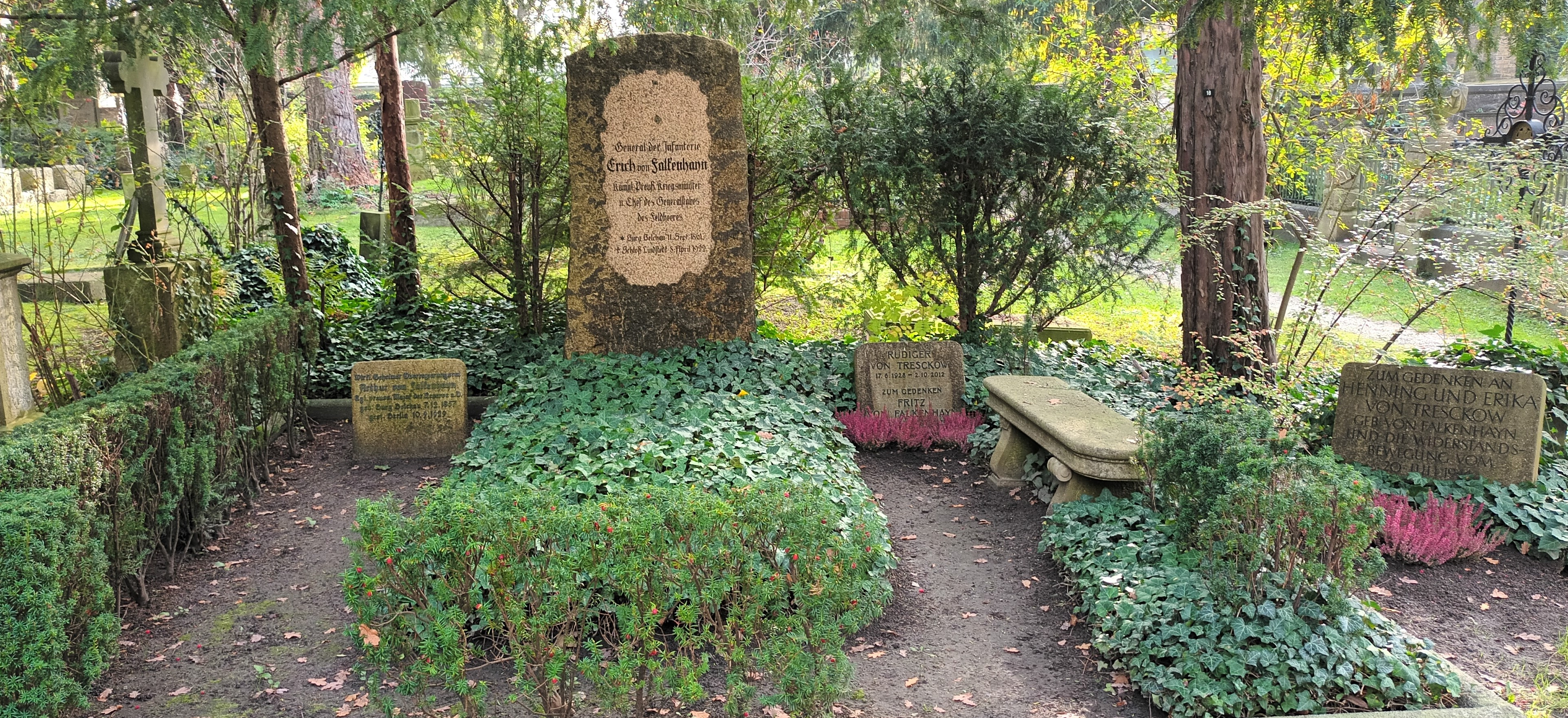
Grabstätte Rüdiger von Tresckow und Angehörige

Tresckow war danach Direktor der Frankfurter Bank und Leiter der dortigen Auslandsabteilung. 1968 wurde er stellvertretendes Vorstandsmitglied. Von 1972 bis 1989 war er Geschäftsinhaber (persönlich haftender Gesellschafter), danach war er bis 1992 Aufsichtsratsmitglied der Berliner Handels- und Frankfurter Bank (BHF-Bank) in Frankfurt am Main/Berlin.
Von 1991 bis 1994 fungierte Tresckow als ehrenamtlich Erster Staatskommissar bei den Börsen in Frankfurt am Main.
Zuletzt war er als Finanzberater tätig. Seinen Wohnsitz hatte er in Oberursel (Taunus).
Rüdiger von Tresckow wurde im Familiengrab auf dem Bornstedter Friedhof bestattet.

### Nebenamt
Er war überdies u. a. Mitglied der Aufsichtsräte der Palm Tresckow PrivatConsult Aktiengesellschaft, der Universal-Leasing-GmbH in Augsburg, der Augsburger Aktienbank AG, der Lufthansa CityLine GmbH, der Schenker & Co GmbH, der Deutschen Schiffahrtsbank AG und der Deutschen Nickel Aktiengesellschaft (stellvertretender Vorsitzender).

### Familie
Er war von 1957 bis 1993 mit Mechthild von Arnim (1922–2015) verheiratet und Vater von zwei Kindern.
Ein Schwager war der Darmstädter Historiker Karl Otmar Freiherr von Aretin (1923–2014).

## Schriften (Auswahl)
- New angles on the Deutschemark: low inflation used to be the main factor behind the Deutschemark's value; not anymore; the forex markets now follow the balance of payments and politics. In: Euromoney (1981), S. 168.
- Industriefinanzen [includes comparative information on the United States]. In: Zeitschrift für das gesamte Kreditwesen 34 (1981) 24, S. 1085–1086.
- mit Alfred Herrhausen, Martin Kohlhaussen: Financial futures. In: Zeitschrift für das gesamte Kreditwesen 38 (1985) 15, S. 702–704.
- Wandel der mittel-/langfristigen Exportfinanzierung in den letzten 40 Jahren und deren Absicherung durch Bundesdeckungen. In: Bundesminister für Wirtschaft (Hrsg.): Festschrift. 40 Jahre Ausfuhrgewährleistungen des Bundes. Bonn 1989, S. 11–16.